# Distretto di Daxing
Il distretto di Daxing (cinese semplificato: 大兴区; cinese tradizionale: 大興區; mandarino pinyin: Dàxīng Qū) è un distretto di Pechino. Ha una superficie di 1.031 km² e una popolazione di 1.365.000 abitanti al 2010.